# Bethanechol
Bethanechol ist ein Arzneistoff, der zur Behandlung des akuten postoperativen und postpartalen nicht-obstruktiven (funktionalen) Harnverhalts und der neurogenen Atonie der Harnblase mit Harnverhalt eingesetzt wird.

## Eigenschaften
Das als handelsübliches Derivat eingesetzte Bethanecholchlorid ist ein synthetisch hergestellter cholinerger Ester. Es handelt sich um ein hygroskopisches, weißes oder farbloses kristallines Pulver mit einem leichten amin- oder fischähnlichen Geruch. Der pH-Wert einer kommerziell erhältlichen Injektionslösung beträgt 5,5–7,5.

## Wirkmechanismus
Bethanechol ist ein direktes cholinerges Parasympathomimetikum, das strukturell und pharmakologisch mit dem Neurotransmitter Acetylcholin verwandt ist. Es erhöht den Tonus des Musculus detrusor vesicae, wodurch eine Kontraktion hervorgerufen wird, welche die Blasenentleerung einleitet. Außerdem stimuliert es die Magenmotilität, erhöht den Magentonus und stellt oft eine beeinträchtigte rhythmische Peristaltik wieder her.
Der Arzneistoff stimuliert direkt cholinerge Rezeptoren des Parasympathikus, während die Stimulierung der Ganglien in geringerem Maße stattfindet. Es erhöht den Tonus der glatten Muskulatur. Seine Wirkungen sind überwiegend muskarinisch, es hat nur geringe Auswirkungen auf Nikotinrezeptoren und vernachlässigbare Auswirkungen auf das kardiovaskuläre System.
Der Cholinester Bethanechol wird durch Cholinesterasen nur langsam abgebaut und wirkt daher länger als Acetylcholin.

## Unerwünschte Wirkungen
Bethanechol kann als unerwünschte Wirkungen arterielle Hypotonie, Veränderungen des Herzschlages und Bronchialspasmen hervorrufen.

## Handelsnamen
Myocholine Glenwood (D)